# Pleurosoma nigriferum
Pleurosoma nigriferum är en fjärilsart som beskrevs av Dyar 1910. Pleurosoma nigriferum ingår i släktet Pleurosoma och familjen björnspinnare. Inga underarter finns listade i Catalogue of Life.